# فنسنت ديساجنات
فنسنت ديساجنات (بالفرنسية: Vincent Desagnat)‏ هو مقدم برامج إذاعية وممثل فرنسي، ولد في 9 مارس 1976 في فرنسا.

## وصلات خارجية
- فنسنت ديساجنات على موقع IMDb (الإنجليزية)
- فنسنت ديساجنات على موقع ألو سيني (الفرنسية)
- فنسنت ديساجنات على موقع ميوزك برينز (الإنجليزية)
- فنسنت ديساجنات على موقع أول موفي (الإنجليزية)
- فنسنت ديساجنات على موقع قاعدة بيانات الفيلم (الإنجليزية)
- فنسنت ديساجنات على موقع كينوبويسك (الروسية)